# Vlisco

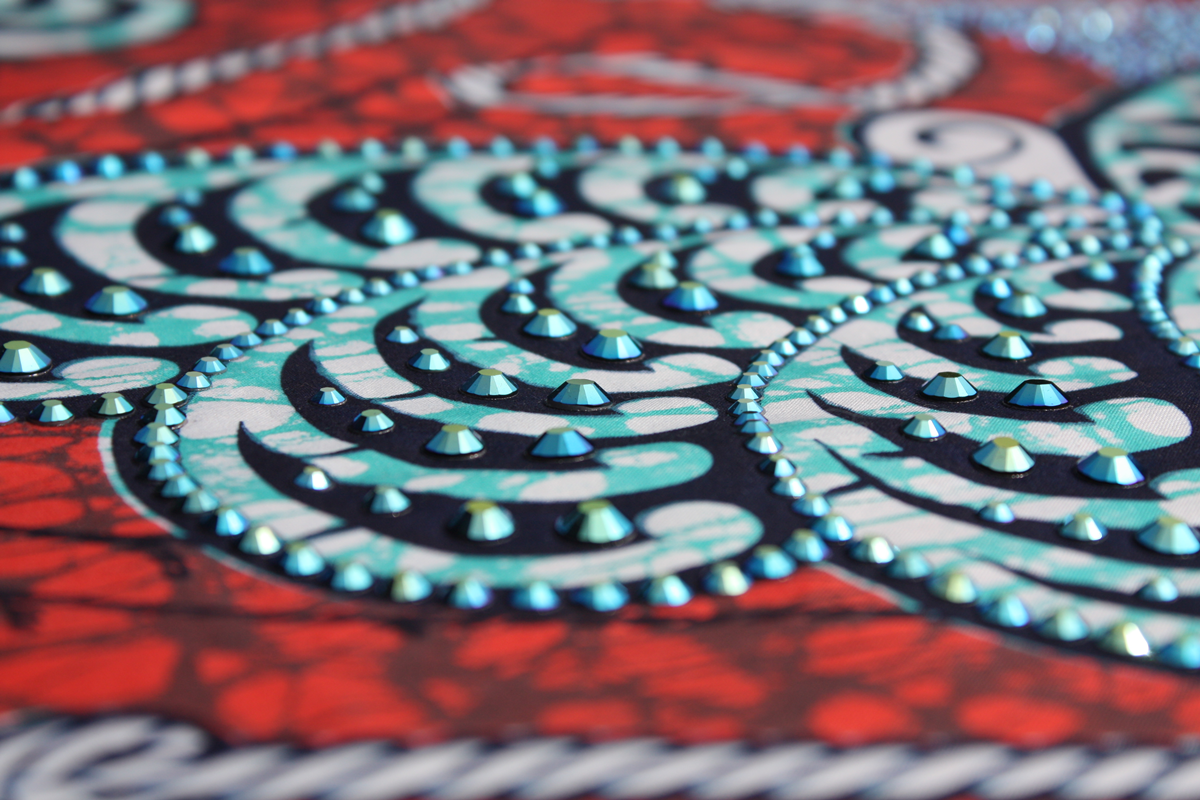
Swarovski textile

Vlisco est une entreprise textile néerlandaise connue pour ses marques d’étoffes imprimées wax et Java.
La marque est une référence de mode et luxe en Afrique de l’Ouest et centrale.